# Южное (Ялта)
Ю́жное (до 1945 года Мша́тка; укр. Южне, крымскотат. Mşatka, Мшатка) — упразднённое село в городском округе Ялта Республики Крым (согласно административно-территориальному делению Украины — в Ялтинском горсовете Автономной Республики Крым), располагавшееся на юго-западе территории совета, сейчас — территория дома отдыха им. Комарова в современном пгт Санаторное.

## История
Первое документальное упоминание села встречается в Камеральном Описании Крыма… 1784 года, судя по которому, в последний период Крымского ханства Мешатке входила в Мангупский кадылык бакчи-сарайскаго каймаканства. После присоединения Крыма к России, (8) 19 февраля 1784 года, именным указом Екатерины II сенату, на территории бывшего Крымского Ханства была образована Таврическая область и деревня была приписана к Симферопольскому уезду. Перед Русско-турецкой войной 1787—1791 годов производилось выселение крымских татар из прибрежных селений во внутренние районы полуострова. В конце 1787 года из Мшатки были выведены все жители — 56 душ. В конце войны, 14 августа 1791 года всем было разрешено вернуться на место прежнего жительства. Упоминается Пшатка под 1794 годом, как конечный пункт через горы из Байдар, на главных путях этого рода между Балаклавой и Алуштой, в труде Петра Палласа «Наблюдения, сделанные во время путешествия по южным наместничествам Русского государства». После Павловских реформ, с 1796 по 1802 год, входила в Акмечетский уезд Новороссийской губернии. По новому административному делению, после создания 8 (20) октября 1802 года Таврической губернии, Мшатка был включён в состав Чоргунской волости Симферопольского уезда.
По Ведомости о всех селениях в Симферопольском уезде состоящих с показанием в которой волости сколько числом дворов и душ… от 9 октября 1805 года, в деревне Мшатка числилось 8 дворов и 63 жителя, исключительно крымских татар. На военно-топографической карте генерал-майора Мухина 1817 года деревня Пшетка обозначена с 13 дворами. В 1824 году в Мшатке, в своём имении, внучка Суворова, графиня Варвара Аркадьевна Суворова-Рымникская, построила в восточном стиле дачу Варино (которую в 1839 году продала графу А. Д. Гурьеву). Также тут строит имение гражданский крымский губернатор Д. Е. Башмаков.
После реформы волостного деления 1829 года Пшатку, согласно «Ведомости о казённых волостях Таврической губернии 1829 года», отнесли к Байдарской волости, а после образования в 1838 году Ялтинского уезда, деревню передали в состав Байдарской волости Ялтинского уезда. На карте 1836 года в деревне 13 дворов, а на карте 1842 года Мшатка обозначена условным знаком «малая деревня», то есть, менее 5 дворов.

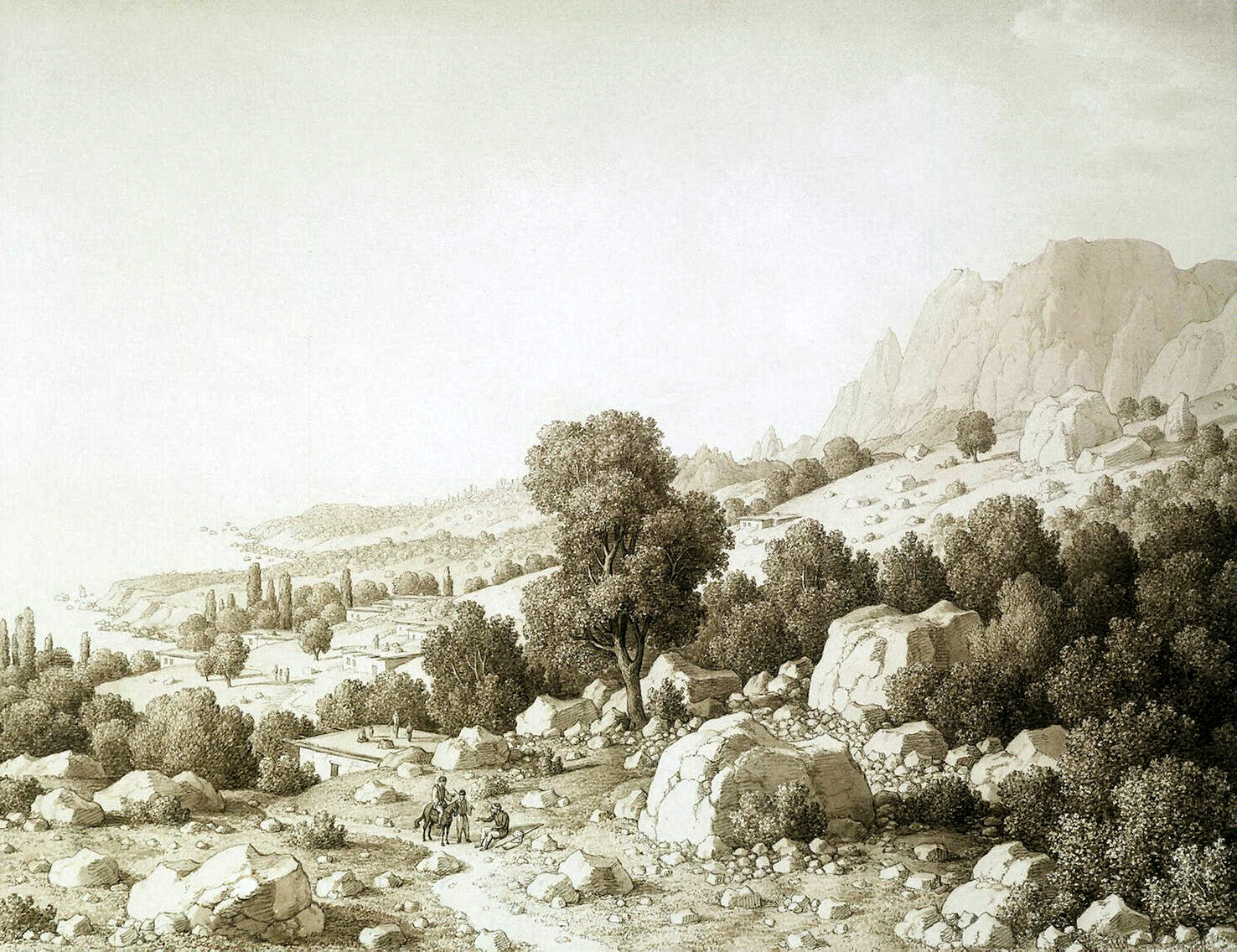
Карл фон Кюгельген. Вид долины близ деревни Мшатка. 1824 год
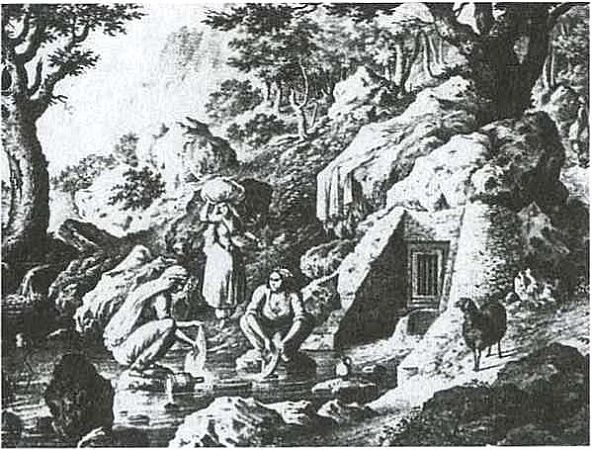
Фёдор Гросс. Южный берег Крыма. Татарские женщины у источника (Фонтан в Мшатке)
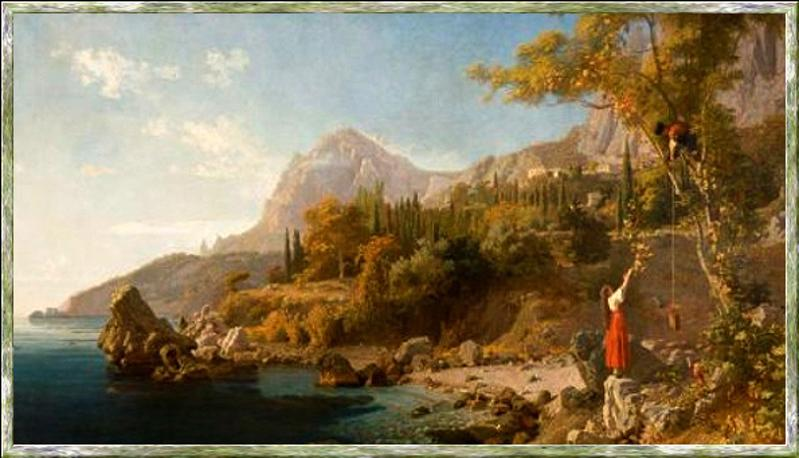
И. П. Келлер Имение Мшатка с видом на Байдарские ворота. 1875 год.

В 1860-х годах, после земской реформы Александра II, деревня, разграбленная французскими мародёрами летом 1855 года, осталась в составе преобразованной Байдарской волости. Согласно «Списку населённых мест Таврической губернии по сведениям 1864 года», составленному по результатам VIII ревизии 1864 года, Мшатка — казённая татарская деревня и 4 владельческие русские экономии с 7 дворами, 70 жителями и кордоном пограничной стражи при безъименных источниках. В 1867 году, рядом с Мшаткой, в урочище Абиль-бах, поселился известный русский публицист и естествоиспытатель Николай Данилевский, заложивший существующий по сей день парк, в центре которого — памятник на могиле учёного. На трёхверстовой карте Шуберта 1865—1876 года в деревне обозначено 9 дворов. На 1886 год в деревне Мшатка при ручье Яничокрак, согласно справочнику «Волости и важнѣйшія селенія Европейской Россіи», проживало 46 человек в 7 домохозяйствах, действовала мечеть и винодельня. По «Памятной книге Таврической губернии 1889 года», по результатам Х ревизии 1887 года, в деревне Мшатка числилось 13 дворов и 60 жителей. На верстовой карте 1889—1890 года в деревне обозначено 19 дворов с татарским населением.
После земской реформы 1890 года деревня осталась в составе преобразованной Байдарской волости. По «Памятной книге Таврической губернии 1892 года», в деревне Мшатка, входившей в Байдарское сельское общество, числилось 100 жителей в 15 домохозяйствах, владевших на правах личной собственности 86 десятинами земли. По «…Памятной книжке Таврической губернии на 1902 год» в деревне Мшатка, входившей в Байдарское сельское общество, числилось 125 жителей в 16 домохозяйствах. По сведениям из путеводителя 1929 года в том же году почти все жители деревни продали землю и выехали в Турцию и в путеводителе Григория Москвича 1911 года Мшатка описана, как «совсем маленькая деревня». По Статистическому справочнику Таврической губернии. Ч.II-я. Статистический очерк, выпуск восьмой Ялтинский уезд, 1915 год, в Байдарской волости Ялтинского уезда числилось два имения Мшатка: наследников Данилевских (1 двор со смешанным населением в количестве 16 человек) и Е. Г. Кузнецовой — также 1 двор, с русским населением, 18 жителей.
После установления в Крыму Советской власти, по постановлению Крымревкома от 8 января 1921 года была упразднена волостная система и селение подчинили Ялтинскому району Ялтинского уезда. В 1922 году уезды получили название округов. Согласно Списку населённых пунктов Крымской АССР по Всесоюзной переписи 17 декабря 1926 года, в селе Мшатка, Мухалатского сельсовета Ялтинского района, числилось 28 дворов, из них 23 крестьянских, население составляло 90 человек, из них 60 крымских татар, 27 русских, 1 армянин, 2 записаны в графе «прочие», действовала русско-татарская школа I ступени. Во время землетрясения 1927 года деревне практически не пострадала, лишь в некоторых домах образовались трещины. На 1935 год в небольшой татарской деревне Мшатка действовал овощной колхоз, снабжавший овощами дом отдыха МК ВКП(б) Мелас По данным всесоюзной переписи населения 1939 года в селе проживало 106 человек.
В 1944 году, после освобождения Крыма от фашистов, согласно постановлению ГКО № 5859 от 11 мая 1944 года, 18 мая крымские татары были депортированы в Среднюю Азию. Видимо, в указе Президиума Верховного Совета РСФСР от 21 августа 1945 года о переименовании какая-то ошибка, поскольку им село Мшатка было переименовано в Южное и, соответственно, Мшатский сельсовет в Южновский, хотя в последнем предвоенном справочнике 1941 года такого сельсовета нет (возможно, центр сельсовета перенесён после составления справочника). С 25 июня 1946 года селение в составе Крымской области РСФСР. Время переподчинения Балаклавскому району Севастополя пока не установлено, известно, что к 1953 году Южновский сельсовет уже числился в его составе. 26 апреля 1954 года Крымская область была передана из состава РСФСР в состав УССР. В 1959 году был образован Форосский сельсовет, в который вошло Южное. Южное включили в состав Санаторного в период с 1968 года, когда посёлок ещё записан в составе Форосского сельсовета и 1977, когда уже значился в списках объединённых.